# Shogun il giustiziere
Shogun il giustiziere (Shogun Assassin) è un film del 1980 diretto da Robert Houston.

## Trama
Il film è narrato da Daigoro, un ragazzo che viaggia con suo padre Ogami Ittō in tutto il Giappone. Ittō era un samurai ed un carnefice che lavorava per lo shogunato, rispettato per le sue capacità. Tuttavia, lo shōgun divenne paranoico a causa della senilità e ordinò il suo omicidio. Gli uomini dello shōgun non riuscirono ad uccidere Ittō, che, vedendo come sua moglie fu assassinata, giurò vendetta. Il samurai diede a Daigoro la possibilità di scegliere se viaggiare con lui nella sua ricerca di vendetta o morire e stare con sua madre. Il ragazzo, che aveva un paio d'anni, scelse di accompagnare suo padre.
Lungo la strada affrontano vari nemici, tra cui due figli dello shōgun, che vengono sconfitti da Ittō. Altri nemici che affronta sono un clan di donne ninja, che gli tendono un'imboscata sulla sua strada. Il samurai usa la carrozzina di suo figlio per nascondere le armi e riesce a sconfiggerle. Daigoro tiene traccia dei nemici uccisi da suo padre, per sapere per quante anime dovrà pregare: il numero ammonta a più di 300 nemici.
Durante il suo viaggio, Ittō accetta anche lavori come sicario, ricevendo denaro in cambio dell'uccisione di alcune persone. Lo shōgun commissionò a tre suoi uomini l'uccisione di Ittō; essi erano chiamati "maestri della morte" e si prendevano cura del fratello Kiru. Ittō è accusato di aver ucciso Kiru prima di attraversare il confine. Dopo essere fuggito da un naufragio, il samurai li segue verso alcune dune, dove li affronta. Riesce a sconfiggere i maestri della morte e uccide il fratello dello shōgun.

## Riferimenti in altre opere
- Nel film Kill Bill: Volume 2 di Quentin Tarantino, la piccola B.B. sceglie di vedere Shogun il giustiziere con la mamma Beatrix prima di andare a letto.[1]
- La serie TV The Mandalorian è stata ispirata anche da questo film, nella tematica di un mercenario cacciatore di taglie che deve custodire un piccolo come se ne fosse il padre.[2]
- Numerosi dialoghi del film sono stati campionati da GZA nel suo secondo album da solista, Liquid Swords.